# Jodia derufata
Jodia derufata är en fjärilsart som beskrevs av Edward Alfred Cockayne 1951. Jodia derufata ingår i släktet Jodia och familjen nattflyn. Inga underarter finns listade i Catalogue of Life.